# Petronio Fancelli
Petronio Fancelli (Bologna, 1734 – 1800) è stato un pittore italiano, attivo principalmente a Bologna.

## Biografia
Figlio di Gaetano Fancelli, violinista, Petronio si formò con l'architetto Mauro Tesi e collaborò con il pittore di figure Pietro Fabri. Dipinse per la Madonna della Consolazione, presso Porta Saragozza, decorò Palazzo De' Bianchi, la cappella maggiore e la quadratura dell'ottava cappella della chiesa parrocchiale di S. Agata.
Suo figlio fu il pittore ornamentale Pietro Fancelli.